# Also Known As Africa
Pour les articles homonymes, voir AKAA (homonymie).
Also Known As Africa (AKAA) est une manifestation d'art contemporain, organisée à Paris depuis 2016, et consacrée aux artistes vivant en Afrique ou d’origine africaine. 

## Historique
Le lancement de cette manifestation est prévue initialement en décembre 2015. Le projet, conçu par Victoria Mann,  ambitionne de rivaliser avec une foire de Londres, consacré à l’art contemporain africain, 1:54 (en), et créée en 2013. Cet événement parisien est ouvert aux artistes africains (et galeries) vivant sur place ou dans la diaspora, mais aussi à quelques artistes (et galeries) entretenant des liens forts avec ce continent. Elle présente également des œuvres dans le design,. Finalement, cette première édition prévue en 2015 est annulée, à la suite des attentats perpétrés à Paris le 13 novembre, comme d’autres manifestations artistiques dans la même période.
La première édition de cette foire artistique a donc lieu en novembre 2016, et rassemble une trentaine de galeries au Carreau du Temple. La plupart des œuvres se vendent quelques milliers d’euros.  Mais une création de Naomi Wanjiku Gakunga, artiste nigériane, se vend à 25 000 euros. Et une institution parisienne, le Centre Pompidou y acquiert  une série de Mario Macilau, photographe du Mozambique. Cette foire AKAA se pérennise les années suivantes.
La troisième édition, en 2018, rassemble plus d’une quarantaine de galeries, soit environ 130 artistes, ce qui est comparable à la diversité existante pour la foire londonienne  1:54 (en), la même année,,.